# Breaking Surface
Breaking Surface (en España: Atrapada en las profundidades) es una película sueca de 2020, de acción y suspense, escrita y dirigida por Joachim Hedén y protagonizada por Moa Gammel y Madeleine Martin.

## Sinopsis
Las hermanastras Ida y Tuva sufren un accidente durante su sesión anual de buceo invernal en el norte de Noruega. Tuva queda atrapada a 30 metros de profundidad e Ida tendrá que poner a prueba sus habilidades para resolver la situación. Sin ayuda externa las hermanas deben valerse por sus propios medios.

## Reparto
- Moa Gammel como Ida
  - Ima Jenny Hallberg como Ida joven
- Madeleine Martin como Tuva
  - Ingrid Pettersen como Tuva joven
- Trine Wiggen como Anne
- Jitse Buitink como el instructor de buceo
- Maja Söderström como hija de Ida
- Olle Wirenhed como esposo de Ida